# Noordelijke karmijnrode bijeneter
De noordelijke karmijnrode bijeneter (Merops nubicus) is een bijeneter uit de familie Meropidae.

## Kenmerken
De vogel is 36 tot 38 cm lang. De kop en de keel zijn donker groenblauw gekleurd, de vleugels en de buik zijn scharlaken rood. De nauw verwante zuidelijke karmijnrode bijeneter (M. nubicoides) heeft een roze keel en werd vroeger (voor 2007) als een ondersoort beschouwd.

## Leefwijze
De noordelijke karmijnrode bijeneter eet, zoals de naam al zegt, voornamelijk bijen. Ook andere insecten worden regelmatig gegeten, ze worden alle in de vlucht gevangen. De bijeneter brengt ze vervolgens naar een tak, waar hij, indien nodig de angel verwijdert. De insecten worden in een keer doorgeslikt. De bijeneter jaagt meestal vanaf een uitkijkpost, zoals een uitstekende dode twijg.

## Voortplanting
Hij nestelt voornamelijk in oeverwanden, in een kolonie met vele nesten op één plek. Het nest bevindt zich aan het eind van een lange nestpijp, tot meer dan een meter lang.
De noordelijke karmijnrode bijeneter broedt van augustus tot november. De vogels broeden in kolonies, van tot tienduizenden dieren. Elk paartje heeft een eigen nestpijp. De nestpijp wordt tot een meter lang. De vogels graven deze uit met hun snavel en poten. De eerste houvast wordt gemaakt door een aantal keer tegen de wand aan te vliegen. Achter in de nestpijp wordt een nestkamer uitgegraven, waarin het vrouwtje 3 tot 5 eieren legt. De eieren zijn wit, zodat de ouders ze goed kunnen zien in het donker. Als de jongen eenmaal uitgekomen zijn, worden ze door beide ouders gevoerd met insecten.

## Verspreiding en leefgebied
De noordelijke karmijnrode bijeneter komt voor in een brede zone onder de Sahara van West-Afrika tot Oost-Afrika en bereikt in Kenia het zuidelijkste stuk van het verspreidingsgebied.
Het leefgebied bestaat uit bosrijke savanne in de buurt van rivieren, overstromingsvlakten, afgesloten rivierarmen, mangrove, uitgestrekte weidegebieden met her en der bomen. Om te broeden heeft de vogel steile oeverwallen nodig langs geulen van rivieren.

## Status
Deze bijeneter heeft een groot verspreidingsgebied en daardoor is de kans op de status kwetsbaar (voor uitsterven) gering. De grootte van de populatie is niet gekwantificeerd, maar hij gaat in aantal achteruit. Echter, het tempo ligt onder de 30% in tien jaar (minder dan 3,5% per jaar). Om deze redenen staat de noordelijke karmijnrode bijeneter als niet bedreigd op de Rode Lijst van de IUCN.